# Nuendo
Nuendo是德国Steinberg公司所开发的音效后期制作电脑软件产品，也是所谓的数码音频工作站软件之一。虽然它主要的市场是电影或电视后期音效制作的工作室，它也适用于音乐工作室的音乐录音，整理和编辑工作，以及多媒体创作与音频测序的使用。

## 外部連結
- （英文）Nuendo 官方网页（页面存档备份，存于）